# Biskupi diecezji Västerås
Artykuł przedstawia listę 67 biskupów w diecezji Västerås. 

## Biskupi przed reformacją
- Robertus 1219-1225
- Magnus 1232-1258
- Carolus 1258-1283
- Petrus 1284-1299
- Öiarus 1299
- Haquinus 1299-1300
- Nicolaus Catilli 1300-1308
- Israel Erlande 1309-1328
- Egislus Birgeri 1329-1352
- Magnus Augustini 1353-1369
- Laurentius Boberg 1370
- Mathias Laurentii 1371-1379
- Hartlevus Hartlevi 1379-1383
- Benottenrici Korp 1383-1394
- Nicolaus 1395-1403
- Andreas Johannis 1403
- Petrus Ingevasti 1403-1414
- Ingemarus Ingevaldi 1414
- Nafno Johannis Gyrstinge 1414-1421
- Olaus Jacobi Knob 1421-1442
- Achatius Johannis 1442-1453
- Petrus Mathiae de Vallibus 1453-1454
- Olaus Gunnari 1454-1461
- Benedictus Magi 1461-1462
- Birgerus Magi 1462-1464
- Ludechinus Abelis 1465-1487
- Olaus Andreae de Vallibus 1487-1501
- Otto Olavi (Svinhufvud) 1501-1522

## Biskupi po reformacji
- Petrus Jacobi Guti (Sunnanväder) 1523
- Petrus Magni 1523-1534
- Henricus Johannis 1534-1556
- Petrus Andreae Niger 1557-1562
- Johannes Nicolai Ofeegh 1562-1574
- Erasmus Nicolai Arbogensis 1574-1580
- Petrus Benedicti Ölandus 1583-1588
- Olaus Stephani Bellinus 1589-1606
- Nicolaus Petri 1606
- Olaus Stephani Bellinus 1589-1618
- Johannes Johannis Rudbeckius 1619-1646
- Olavus Laurentii Laurelius 1647-1670
- Nicolaus Johannis Rudbeckius 1670-1676
- Johannes Petri Brodinus 1677-1680
- Carolus  Carlson 1680-1708
- Petrus Malmberg 1708-1710
- Matthias Iser 1711-1725
- Sven Cameen 1725-1729
- Nils Barchius 1731-1733
- Andreas Kallsenius 1733-1750
- Samuel Troilius 1751-1760
- Lars Benzelstierna 1760-1800
- Johan Gustaf Flodin 1800-1808
- Eric Waller 1809-1811
- Gustaf Murray 1811-1825
- Sven Wijkman Casparsson 1829-1839
- Gustaf Nibelius 1839-1849
- Christian Fahlcrantz 1849-1866
- Carl Olof Björling 1866-1884
- Gottfrid Billing 1884-1898
- Johan August Ekman 1898-1900
- Nils Lövgren 1900-1920
- Einar Billing 1920-1939
- John Cullberg 1940-1962
- Sven Silén 1962-1975
- Arne Palmqvist 1975-1988
- Claes-Bertil Ytterberg 1988-2008
- Thomas Söderberg 2008-2015
- Mikael Mogren od 2015